# 科西嘉納鎮區 (密蘇里州巴里縣)
科西嘉納鎮區（英語：Corsicana Township）是位於美國密蘇里州巴里縣的一個行政鎮區。

## 地方資料
科西嘉納鎮區的面積為44.19平方千米，皆為陸地。根據2020年美國人口普查的數據，當地共有人口380人，而人口密度為每平方千米8.6人。